# RABDe 500
RABDe 500 je električni motorni vlak, koji ima ugrađenu nagibnu tehniku, a koji prometuje na prugama SBB (Švicarske željeznice).
Najveća brzina koju postiže je 200 km/h, što ga svrstava u željeznicu velike brzine.
Često se za ovaj tip vlaka koristi kratica Intercity-Neigezug, tj. kratica ICN.

## Nagibna tehnika
Nagibna tehnologija radi na osnovu elektroničkog naginjanja
Podatci izmjereni senzorima se automatski pretvaraju u kut naginjanja.